# Moroyama
Moroyama (毛呂山町?, Moroyama-chō) è una cittadina giapponese della prefettura di Saitama.